# Мікрометр трубний

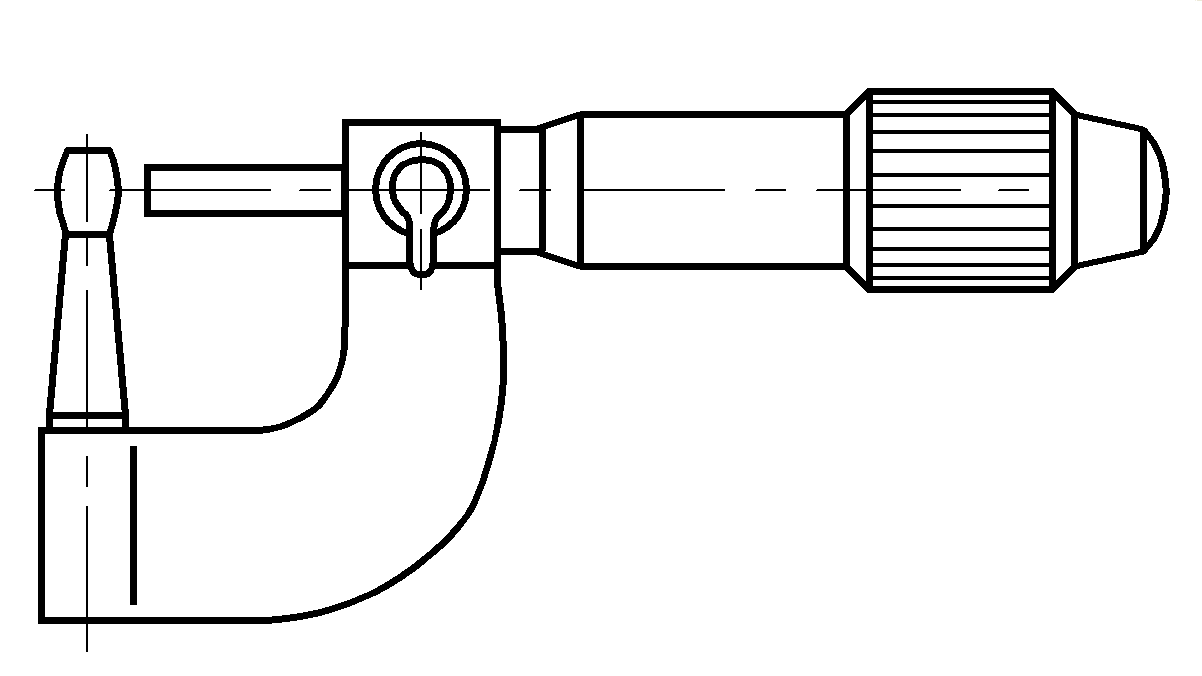
Мікрометр трубний

Мікро́метр тру́бний — мікрометр для вимірювання товщини стінок труб.
Вимірні поверхні оснащені твердим сплавом. На замовлення споживача вимірні елементи можуть бути загартованими. Твердість загартованих елементів з високолегованої сталі повинна бути не нижчою 51 HRC, з вуглецевої якісної конструкційної чи інструментальної високоякісної сталей — не нижче 61 HRC. Можуть виготовлятися за ГОСТ 6507-90 , а також за іншими нормативними документами (ТУ). Вимірне зусилля 3…7 Н. Допуск площинності вимірних поверхонь мікрометра для 1-го класу точності становить 0,6 мкм, для 2-го класу точності — 1 мкм. Вимірна поверхня мікрометричного гвинта трубного мікрометра повинна бути плоскою, а вимірна поверхня п'ятки — сферичною.
Мікрометри бувають:
- з ціною поділки 0,01 мм — при відліку показів по шкалах стебла і барабана;
- із значенням відліку по ноніусу 0,001 мм — при відліку показів по шкалах стебла і барабана із ноніусом;
- з кроком дискретності 0,001 мм — при зчитуванні показів по електронному цифровому пристрою і шкалах стебла і барабана.

## Маркування
МТ — позначення мікрометра трубного; буква Н означає, що відлік проводиться по шкалах стебла і барабана із шкалою ноніуса; буква Ц означає, що відлік ведеться по електронному цифровому пристрою; двозначне число — позначення кінцевої величини діапазону виміру мікрометра, цифра після тире означає клас точності.
Приклад: Мікрометр МТ Н25-1 ГОСТ 6507-90

## Технічні параметри трубних мікрометрів
- Діапазон вимірювань, 0…25 мм
- Діаметр гладкої частини мікрометричного гвинта, 8 мм
- Допустима похибка, ±4 мкм, ±2 мкм
- Габаритні розміри, 118x53x23 мм